# 西关大街街道
西关大街街道，是中华人民共和国青海省西宁市城西区下辖的一个乡镇级行政单位。

## 行政区划
西关大街街道下辖以下地区：
北气象巷社区、南气象巷社区和贾小社区。